# Панорама Транссибирской железной дороги
Великий Сибирский путь — Транссибирская железнодорожная магистраль — панорамная картина длиной 942 метра, написанная в 1894-1903 годах художником Павлом Пясецким по заказу Управления строительством Сибирской железной дороги. Создана на базе многочисленных путевых эскизов и изображает виды Транссибирской магистрали от Самары до Владивостока. Демонстрировалась на Всемирной выставке в Париже в 1900 году.

## История создания
Летом 1894 года руководство Управления строительством Сибирской железной дороги обратились к художнику Павлу Яковлевичу Пясецкому с просьбой написать картину — панораму Сибирской железной дороги. В письме оговаривалось, что законченная работа должна иметь вид непрерывной картины-ленты шириной не менее ¾ аршина (примерно 54 см), быть исполненной акварельными красками, оговаривались условия оплаты, назывались пункты местности для зарисовки, а также какую помощь в предоставлении транспорта должна оказать железная дорога художнику.
Была готова часть панорамы от Самары до Каинска (современный Куйбышев Новосибирской области) длиной в 250 аршин (примерно 177 метров). Однако между художником и заказчиком возникли разногласия в цене (18 500 рублей), в результате чего от дальнейшего продолжения работы заказчик решил отказаться. Но картина понравилась императору Николаю II, и он пожелал, чтобы работа была непременно продолжена. Пясецкому немедленно оплатили проделанную им работу, и предоставили всё необходимое для её продолжения. Император хотел, чтобы картина демонстрировалась в Париже на Всемирной выставке 1900 года. По договору работу нужно было завершить к концу 1899 года.
Для продолжения работы художнику был выделен специальный вагон-мастерская и двухосный вагон для отдыха и сна. К нему также был приставлен проводник, который обеспечивал ему связь с подвижным составом, чтобы он мог беспрепятственно курсировать по всей длине строящейся дороги.
К открытию выставки 1 апреля 1900 года был готов путь от Самары до Владивостока (через Маньчжурию, так как Амурский участок ещё не был построен), без Уссурийского участка от Владивостока до Хабаровска. Работа над этой частью панорамы была закончена к 1903 году, к 60-летию художника.
На выставке для демонстрации картины был построен специальный павильон с тремя вагонами, включающими салон, спальные места и столовую: посетители (точнее «пассажиры») заходили в вагоны, рассаживались по местам и просматривали панораму через окна. Специальные установки имитировали тряску вагонов и движение поезда. Движущаяся панорама состояла из нескольких движущихся слоёв объектов и картин. Ближайшими объектами были песок, камни и валуны на горизонтальной полосе, движущаяся со скоростью 300 метров в минуту. Далее на низком экране, движущемся со скоростью 120 метров в минуту, были нарисованы кусты. За ним экран с картинами двигался со скоростью 40 метров в минуту. На последнем экране размерами 7 на 105 метров были нарисованы горы, леса и города, и он двигался со скоростью 5 метров в минуту. В итоге, с помощью четырёх экранов создавалась картина движения.
Панорама на выставке была удостоена золотой медали, а её автор ордена Почётного легиона. В 1904 году панорама демонстрировалась на следующей Всемирной выставке, посвященной столетию Луизианской покупки, в Сент-Луисе, Миссури.
Для демонстрации своей панорамы в других местах, Пясецкий разделил её на девять примерно равных частей. На стол ставились два барабана, на одном из которых находилась часть панорамы. Художник перематывал рулон с одного барабана на другой, с указкой в руках рассказывал о причинах выбора того или иного места, пояснял сюжет. Такие демонстрации плохо отражались на состоянии панорамы. Поэтому демонстрации проводились редко.
Картина была передана в Государственный Русский музей императора Александра III, затем перешла в запасники Эрмитажа. В 2004 году РЖД и Эрмитаж договорились о реставрации картины. 30 октября 2007 года, к 170-летнему юбилею Российских железных дорог, в здании Витебского вокзала Санкт-Петербурга открылась выставка об истории и развитии железных дорог, на которой представлена панорама Транссибирской железной дороги после реставрации. Реставрация продлилась почти два с половиной года.